# Korthalsia tenuissima
Korthalsia tenuissima är en enhjärtbladig växtart som beskrevs av Odoardo Beccari. Korthalsia tenuissima ingår i släktet Korthalsia och familjen Arecaceae. Inga underarter finns listade i Catalogue of Life.